# 忍犬
忍犬、忍者犬（にんけん、にんじゃけん）とは、忍者が任務中、攻撃、伝達などの手段として用いる、忍者の任務補助のために訓練された犬のことを示す。
また擬人化犬・獣人犬の忍者を指すこともある。

## 忍者と犬の特性
犬の生態は野生時代、オオカミと同様に夜行性であった。このことから、「夜に紛れて行動する」忍者との関連が見受けられる。
忍者の術の中には、逢犬術（あわせいぬじゅつ）や合犬の法（あいけんのほう） など対犬用の忍術がある。

## 用途
史実では、居城と支城にそれぞれ犬を飼っておき城が包囲された際に伝書鳩のように手紙を交換させた例がある。ただし、これは戦国大名の話である。

## フィクション
- 忍者の暗殺を描いたゲーム『天誅』に登場している。
- 漫画『忍者ハットリくん』には獅子丸が登場している。
- 『銀牙 -流れ星 銀-』には赤目を頭目とする伊賀の忍犬が主人公の仲間として登場するほか、黒邪鬼を頭目とする甲賀側の忍犬が敵側で登場している。

小説などに登場する特異な能力を持った忍犬は、西洋の労役犬に影響されたフィクションである可能性が高い。